# ディーティーイーカリフォルニア
DTE california（ディーティーイー・カリフォルニア）は、2008年に設立した、アメリカ合衆国カリフォルニア州のファッションブランド。
デザイン、素材、縫製、全てをMade in USAで行う。

## ブランド名の由来
ブランド名のDTEは、「Down To Earth」の略である。